# Chrysodeixis adjuncta
Chrysodeixis adjuncta là một loài bướm đêm trong họ Noctuidae.